# 오두인 선생 묘 및 신도비
오두인 선생 묘 및 신도비는 경기도 안성시 양성면 덕봉리에 있는 조선시대의 무덤과 신도비이다. 1986년 5월 22일 안성시의 향토유적 제23호로 지정되었다.

## 개요
선생의 묘 앞에는 조각이 정교한 옥개(屋蓋)와 비좌(碑座)를 갖춘 묘비(墓碑)와 상석(床石), 향로석(香爐石), 장명등(長明燈)과 석인(石人), 석양(石羊), 망주석(望柱石), 문인석(文人石)등을 갖추었으며, 묘소 입구에 건립된 신도비(神道碑)는 옥개와 장방형의 비좌를 갖추었고, 대리석 비신은 4면에 걸쳐 각자(刻字)되어 있다. 
비문은 김창협(金昌協)선생이 글을 짓고, 아들인 오태주(吳泰周)선생이 글씨를 썼다. 비문 상단에는 횡서 전자(橫書篆字)로 <조선 충군 판서 증 영의정 충정공 신도비명(朝鮮忠君判書贈領議政忠貞公神道碑)>이라 음각(陰刻)하였다. 
비의 후면에 숭정 갑신 칠십일년 8월(崇禎甲申七十一年八月)이라고 쓰인 것으로 보아 1715년(숙종41) 8월에 건립되었음을 알 수 있으며, 비석의 규모는 높이 250cm이며, 폭은 97cm이고, 두께는 38cm이다.

## 참고 자료
- 오두인 선생 묘 및 신도비 - 안성문화관광/시지정문화재